# Aéroport de Gorakhpur
Pour les articles homonymes, voir GOP et VEGK.
L'aéroport de Gorakhpur (code IATA : GOP • code OACI : VEGK) est un aéroport de l'Uttar Pradesh en Inde. 

## Base militaire
La base accueille des escadrilles :
- No. 16, équipée de SEPECAT Jaguar [5]